# Schloss Külsheim
Das Schloss Külsheim, auch Burg Külsheim genannt, ist eine mittelalterliche Vierecksburg aus dem 12. Jahrhundert in Külsheim in Baden-Württemberg.

## Lage
Die Burg Külsheim steht am Rand des Siedlungsbereichs der gleichnamigen Stadt Külsheim am Ende eines Bergrückens, der nach Nordosten aus dem geschlossenen Siedlungsgebiet der in einer Talspinne liegenden Kleinstadt flach ansteigt und nach Westen zu ins abwärtige Tal des die Stadt entwässernden Amorsbachs abfällt.

## Geschichte
1144 wurde der Ort zur Burg das erste Mal genannt. Am Ende des 12. Jahrhunderts entstand ein Bergfried und am Ende des 15. Jahrhunderts ein Palas. Im 16. Jahrhundert wurden weitere Wohnbauten ergänzt. 1687 erfolgte aufgrund einer wahrscheinlich vorausgegangenen Zerstörung ein ausgiebiger Umbau der Burg.

## Heutige Nutzung
Die Burg beherbergt heute das Külsheimer Rathaus mit dem Sitz der Stadtverwaltung.